# Calophya patagonica
Calophya patagonica (лат.) — вид мелких полужесткокрылых насекомых рода Calophya из семейства Calophyidae.

## Распространение
Встречаются в Неотропике (Аргентина, Чили).

## Описание
Мелкие полужесткокрылые насекомые. Внешне похожи на цикадок, задние ноги прыгательные. Голова и тело от тёмно-коричневого до чёрного. Кончики щёчных отростков коричневые. Ноги жёлтые, верхушки серовато-коричневые. Гениталии пёстрые, охристо-коричневые. Передние крылья желтоватые с коричневыми прожилками. Молодые экземпляры с более красноватой окраской, постепенно темнеют. Передняя часть темени покрыта очень короткими и незаметными щетинками; щёчные отростки умеренно длинные, тонкие, прилегают к середине. Передние крылья узкоовальные, наиболее широкие посередине, угловато-закругленные на вершине; поверхностные шипики присутствуют во всех ячейках, образуя более мелкие или большие пятна по внешнему краю. Передние перепончатые крылья более плотные и крупные, чем задние; в состоянии покоя сложены крышевидно. Лапки имеют 2 сегмента. Антенны короткие, имеют 10 сегментов. Голова широкая как переднеспинка.
Взрослые особи и нимфы питаются, высасывая сок растений. В основном связаны с растениями рода шинус (Schinus) семейства анакардиевые: Schinus patagonica. Вид был впервые описан в 2000 году швейцарским колеоптерологом Даниэлем Буркхардтом (Naturhistorisches Museum, Базель, Швейцария) и его коллегой Ивом Бассетом (Smithsonian Tropical Research Institute, Панама).